# Дейтън (Вашингтон)
Вижте пояснителната страница за други значения на Дейтън.
Дейтън (на английски: Dayton) е град в окръг Колумбия, щата Вашингтон, САЩ. Дейтън е с население от 2676 жители (2006) и обща площ от 3,8 km². Намира се на 506 m надморска височина. ЗИП кодът му е 99328, а телефонният му код е 509.